# Curta (football)
Pour les articles homonymes, voir Curta (homonymie) et Josep Puig.
Josep Puig Puig, plus connu comme Curta, né le 22 février 1922 à Sant Martí de Llémena (Catalogne, Espagne) et mort le 9 juillet 1997 à Salt, est un footballeur international espagnol.
Il jouait au poste de défenseur dans les années 1940 et 1950.

## Biographie

### Clubs
Enfant, Josep Puig Puig s'établit à Salt où il se forme comme footballeur pendant deux années. Il joue ensuite au FC L'Escala, puis en 1940 il rejoint le Girona FC qui évolue en deuxième division. Il reste à Gérone jusqu'en 1942. Il part alors jouer au FC Barcelone où il débute le 27 septembre 1942. Il joue avec Barcelone pendant neuf saisons au poste de défenseur central ou latéral gauche. Il totalise 270 matchs dont 178 en championnat d'Espagne. Il remporte trois championnats d'Espagne et une Coupe latine.
En 1951, il quitte le FC Barcelone et part jouer au CE Sabadell où il reste une saison, puis il prend sa retraite sportive en 1952.
Un match d'hommage a lieu en son honneur le 6 septembre 1955 au stade de Les Corts au cours duquel Barcelone bat l'Austria de Vienne 2 à 1.

### Équipe nationale
Josep Puig joue trois matchs avec l'équipe d'Espagne : face au Portugal, l'Irlande et la Suisse entre 1947 et 1948. Il joue aussi un match avec l'Espagne B et cinq matchs avec l'équipe de Catalogne.

## Palmarès
Avec le FC Barcelone :
- Champion d'Espagne en 1945, 1948 et 1949
- Vainqueur de la Coupe d'Espagne en 1951
- Vainqueur de la Coupe Latine en 1949
- Vainqueur de la Copa de Oro Argentina en 1945
- Vainqueur de la Coupe Eva Duarte en 1948